# Олександрівська площа (Чернігів)
Олександрівська площа — історична площа, на території сучасного Новозаводського району Чернігова. З 1927 року — площа 25 Жовтня.

## Історія
Олександрівська площа була створена згідно з планом забудови міста 1805 року на пустирі біля Воскресенської церкви і після закриття кладовища. Площа також мала назву Новобазарній, оскільки тут була зосереджена торгівля лісом, сіном і худобою, проводилися ярмарки.
У 1927 році Олександрівська площа перейменована на площа 25 Жовтня — на честь дати Жовтневої революції. Після війни велика частина площі була забудована, інша частина була відведена під Центральний міський базар (нині Ринкова, 1). У 1960-і роки частина площі була приєднана до Робочої вулиці.

## Опис
Олександрівська площа була розташована між сучасними проспектом Миру, вулицею Івана Мазепи, Ринкова та провулком Олексія Бакуринського (біля Ремісничої). Площа зайнята житловою багатоповерховою забудовою, установами обслуговування і територією комунальних підприємств.
На території телецентру зберігся Будинок міри та ваги 19 століття (вулиця Івана Мазепи, 4 А) — пам'ятки архітектури місцевого значення. На площі розташовані Воскресенська церква (1772—1799 роки) і Народний дім (кінець 19—початок 20 століть). Будинок № 56 по вулиці Реміснича побудований в 1911 році на північно-західній частині площі, куди в 1922 році переїхала Єврейська слюсарно-ковальська школа «Юний пролетар».